# Porco (Potosí)
Porco ist eine Kleinstadt im Departamento Potosí im Hochland des südamerikanischen Andenstaates Bolivien.

## Lage im Nahraum
Porco liegt in der Provinz Antonio Quijarro und ist zentraler Ort im Cantón Porco im Municipio Porco. Die Siedlung liegt auf einer Höhe von 4106 m zu Füßen des Cerro Apa Porco (4886 m) im Quellbereich des Río Yana Machi, einem der Zuflüsse zum Río Tumusla.

## Geographie
Porco liegt auf dem Altiplano im südwestlichen Bolivien zwischen der Cordillera de Chichas im Südwesten und der Cordillera Central im Nordosten.
Die mittlere Durchschnittstemperatur der Region liegt bei etwa 11 °C (siehe Klimadiagramm Potosí), die monatlichen Durchschnittstemperaturen schwanken zwischen 8 °C im Juni/Juli und gut 13 °C von November bis März. Der Jahresniederschlag beträgt nur etwa 350 mm, bei einer ausgeprägten Trockenzeit von April bis Oktober mit Monatsniederschlägen zwischen 0 und 15 mm, und einer kurzen Feuchtezeit von Dezember bis Februar mit Monatsniederschlägen von gut 70 mm.

## Verkehrsnetz
Porco liegt in einer Entfernung von 50 Straßenkilometern südwestlich von Potosí, der Hauptstadt des Departamentos.
Von Potosí aus führt die Nationalstraße Ruta 5 über die Städte Agua de Castilla, Chaquilla, Yura, Ticatica und Pulacayo nach Uyuni am Salzsee Salar de Uyuni. Bei Agua de Castilla zweigt eine Landstraße in südöstlicher Richtung von der Ruta 5 ab und erreicht nach vier Kilometern Porco.

## Bevölkerung
Die Einwohnerzahl der Ortschaft ist in den vergangenen beiden Jahrzehnten auf fast das Dreifache angestiegen:
| Jahr | Einwohner | Quelle       |
| ---- | --------- | ------------ |
| 1992 | 1833      | Volkszählung |
| 2001 | 1975      | Volkszählung |
| 2012 | 5287      | Volkszählung |
| 2024 |           | Volkszählung |